# Cistite enfisematosa

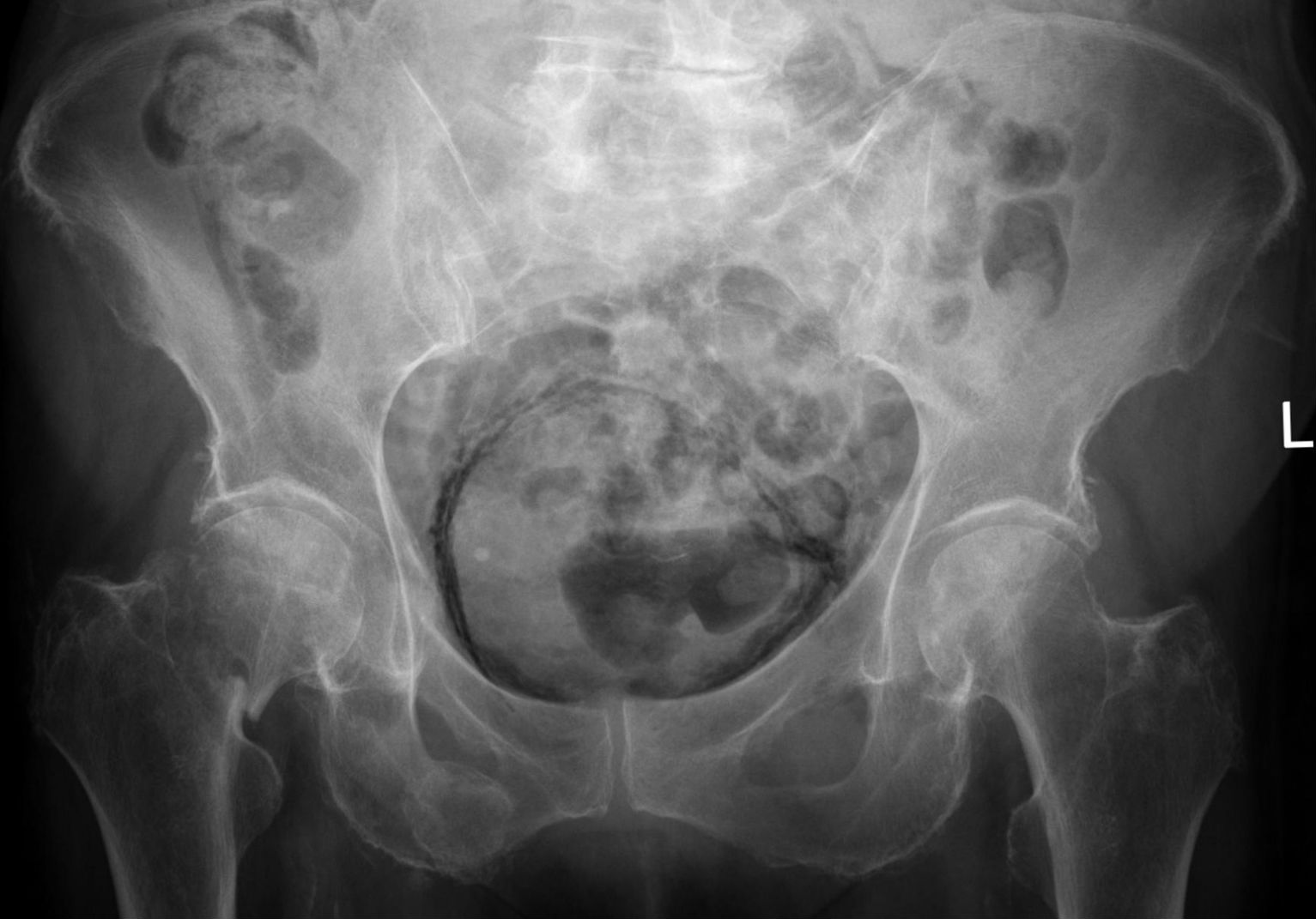
Cistite enfisematosa

A cistite enfisematosa é um tipo raro de infecção da parede da bexiga por bactérias ou fungos produtores de gás. O organismo patogênico mais frequente é E. coli . Outras bactérias gram-negativas, incluindo Klebsiella e Proteus, também são comumente encontradas. Fungos, como Candida, também foram relatados como agentes patogênicos. Citrobacter e Enterococci também podem causar cistite enfisematosa. Embora seja um tipo raro de infecção da bexiga, é o tipo mais comum causado por organismos formadores de gás. A condição é caracterizada pela formação de bolhas de ar dentro e ao redor da parede da bexiga. O gás encontrado na bexiga consiste em nitrogênio, hidrogênio, oxigênio e dióxido de carbono. A doença afeta mais comumente pacientes idosos diabéticos e imunocomprometidos. O primeiro caso foi identificado em um exame pós-morte em 1888.